# Johannes Pfeifer
Johannes Pfeifer ist ein deutscher Wirtschaftswissenschaftler mit den Forschungsschwerpunkten Fiskalpolitik und unsicherheitsgetriebene Konjunkturzyklen. Er ist Mitglied des Kernentwicklerteams der Software Dynare, die zur Lösung von Dynamischen stochastischen allgemeinen Gleichgewichtsmodellen (DSGE) verwendet wird und unterhält eine umfangreiche Sammlung von Replikationsdateien klassischer DSGE-Modelle.

## Leben
Er erwarb 2006 den M.A. in Wirtschaftswissenschaften an der University at Buffalo, 2007 den Magister Artium in Politikwissenschaft an der Universität Trier und den Dr. rer. pol. 2012 an der Bonn Graduate School of Economics der Rheinischen Friedrich-Wilhelms-Universität Bonn bei Gernot Müller und Christian Bayer. Nach seiner Promotion war er zunächst als Juniorprofessor in Tübingen und Mannheim tätig und war danach W2-Professor an der Universität zu Köln. 2020 wurde er auf die W3-Professur für Volkswirtschaftslehre, insbesondere Makroökonomik an der Fakultät für Wirtschafts- und Organisationswissenschaften der Universität der Bundeswehr München berufen.

## Schriften (Auswahl)
- Fiscal News, Uncertainty, and the Business Cycle. Bonn 2012.
- mit Benjamin Born: Policy risk and the business cycle. Journal of Monetary Economics, 2014, 68: 68-85
- mit Benjamin Born: Risk matters. A comment. American Economic Review, 2014, 104(12): 4231-39.
- mit Benjamin Born und Gernot J. Müller: Does austerity pay off?. Review of Economics and Statistics, 2020, 102(2): 323-338.
- mit Benjamin Born, Francesco D'Ascanio und Gernot J. Müller: Mr. Keynes meets the Classics: Government Spending and the Real Exchange Rate. Journal of Political Economy, 2024, 132 (2): 1642–1683.